# Jörn Ulrich
Jörn Juel Ulrich (ur. 18 czerwca 1913 w Aarhus, zm. 29 marca 1992) – duński pilot wojskowy, ochotnik w armii fińskiej podczas wojny zimowej 1939–1940.
W 1933 wstąpił do duńskiej marynarki wojennej. 25 września 1937 r. został awansowany do stopnia podporucznika. W grudniu tego roku ukończył przeszkolenie lotnicze jako obserwator w lotnictwie morskim. 1 czerwca 1938 r. został porucznikiem. W listopadzie tego roku ukończył przeszkolenie jako pilot. Służył w 2 Flocie Powietrznej. Latał na myśliwcu Hawker Nimrod. Na pocz. stycznia 1940 r. przyjechał przez Szwecję do Finlandii, walczącej od 30 listopada 1939 r. z ZSRR. Zaciągnął się ochotniczo do fińskiego lotnictwa wojskowego. Otrzymał w stopniu porucznika przydział do 29 Eskadry Szkoleniowej w Paola, po czym w poł. stycznia przeniesiono go do LeLv26, stacjonującego w Utti. Zapewniał on ochronę z powietrza strategicznego węzła kolejowego w Kouvola. Jörn Ulrich latał na myśliwcu Gloster Gladiator. 2 lutego odbył pierwszy lot bojowy, zestrzeliwując sowiecki bombowiec SB-2. 11 lutego walczył z formacją myśliwców Polikarpow I-16. Następnego dnia zaatakował formację SB-2. Kolejna walka miała miejsce 13 lutego. Udało mu się zniszczyć 2 myśliwce Polikarpow I-15bis. Pod koniec walki został jednak zestrzelony, ale ranny trafił do szpitala, lecząc się do końca wojny. Pozostał w Finlandii do lipca 1940 r., po czym powrócił do okupowanej przez wojska niemieckie Danii. 28 sierpnia przyjęto go z powrotem do marynarki wojennej. 1 czerwca 1942 r. awansował na wyższy stopień. Po samozatopieniu okrętów zbiegł do Szwecji, gdzie został instruktorem lotniczym w F12. Od jesieni 1943 r. szkolił się w J11, a następnie F9 na myśliwcach Fiat CR.42. Potem przeszedł szkolenie w F4 i F5 na bombowcach Northrop 8 A-1. W 1944 r. przeszedł do Duńskiej Brygady, powracając w jej szeregach 12 maja 1945 r. do wyzwolonej ojczyzny. Do kwietnia 1946 r. służył w lotnictwie morskim, po czym założył własną firmę. W 1951 r. mianowano go kapitanem rezerwy.